# A Rúa, Galicien
A Rúa är en kommun i Spanien.Den ligger i provinsen Ourense i den autonoma regionen Galicien i nordvästra delen av landet, 400 km nordväst om huvudstaden Madrid. Antalet invånare är 4 223 (2024).